# Вавилон Берлин
Вавилон Берлин је немачка неоноар телевизијска серија у сценарију и режији Тома Тајквера, Ахима вон Бориса и Хендрика Хандлоегтена. Заснована је на детективским романима немачког мајстора криминалистичких филмова Фолкера Кучера. Радња серије се одвија у Берлину током златних двадесетих година 20. века. Град је тада био на врхунцу културног развоја, погодан за талентоване и амбициозне, али истовремено и уточиште за стотине хиљада јеврејских имиграната који су тражили спас од прогона у Совјетском савезу и источној Европи. Испод бљештаве површине, осиромашене народне масе боре се за бољи живот. То је време организованог криминала и политичког екстремизма. Прва и друга сезона серије премијерно су приказане 13. октобра 2017. на каналу "Скај Дојчланд". Трећа сезона од дванаест епизода премијерно је приказана 24. јануара 2020. 

## Радња
Пролеће је 1929. године. Неизвесност влада у метрополи. Од економије до културе, од политике до подземља – све је захватио чврсти стисак радикалних промена. Шпекулације и инфлација полако нагризају темеље још увек младе Вајмарске републике. Све већа незапосленост и сиромаштво у потпуном су контрасту са неумереношћу и раскалашношћу ноћног живота града и његовом бујајућом креативном енергијом. Гереон Рат, млади полицијски инспектор из Келна, премештен је у Берлин да би растурио ланац порнографије којим управља берлинска мафија. Оно што на први поглед изгледа као једноставан случај изнуде, убрзо прераста у скандал који ће заувек изменити животе Гереона и његових најближих сарадника. Заједно са стенографкињом Шарлот Ритер и његовим партнером, Бруном Волтером, Рат се суочава са замршеном мрежом корупције и трговине дрогом и оружјем због чега улази у егзистенцијални сукоб јер је растрзан између оданости и откривања истине. 

## Улоге
Фолкер Брах тумачи улогу инспектора Гереона Рата, ратног ветерана царске немачке војске из Првог светског рата и полицајца, недавно премештеног из свог родног града Келна у Берлин. Гереон се бори са ПТСП-ом изазваним ратним траумама и губитком брата.
Лив Лиса Фрај тумачи улогу Шарлоте Ритер, девојке из уџерица Нојкелна, флаперке и повремене проститутке у кабареу Мока Ефти, која ради као полицијски писар и сања да постане прва жена инспектор одељења за убиства у историји берлинске полиције.
Питер Курт тумачи улогу главног инспектора Бруно Волтер, иследника берлинске полиције, чија љубав прикрива невидљиве тенденције. Он постаје главни антагониста у другој сезони.
Матијас Брант тумачи улогу одборника Аугуста Бенде, јеврејског социјалдемократе и шефа берлинске политичке полиције. Бенда је упорни иследник и истински верник Вајмарске Републике. Подједнако мрзи монархисте, комунисте и националсоцијалисте.
Леони Бенеш тумачи улогу Грете Овербек, пријатељице из детињства Шарлоте Ритер која на крају нађе посао слушкиње код саветника Бенде и његове породице и игром случаја се умеша у заверу убиства.
Северија Јанушаускаитa тумачи улогу грофице Светлане Сорокине, руске емигранткиње, певачица у кабареу Мока Ефти и шпијунке совјетске тајне полиције.
Иван Шведов тумачи улогу Алексеја Кардакова, руског избеглице и вође групе троцкиста у Берлину.
Хан Херспрунг тумачи улогу Хелге Рат, тајне љубавнице инспектора Гереона Рата у периоду дужем од десет година и супруге његовог брата, који је нестао после Првог светског рата.

## Награде
| Година | Награда                        |
| ------ | ------------------------------ |
| 2018   | Адолф Греми                    |
| 2018   | Бамби                          |
| 2018   | Баварска ТВ                    |
| 2018   | Немачки глумци                 |
| 2018   | Немачка телевизијска академија |
| 2018   | Немачка телевизија             |
| 2018   | Златна камера                  |
| 2018   | Златни кишобран                |
| 2018   | Ондас                          |
| 2018   | Ром Гала                       |
| 2018   | Сеул                           |
| 2018   | Магнолиа                       |
| 2019   | Европски филм                  |